# Aventura (музичка група)
Aventura је доминиканска музичка група основан 1994. године у Њујорку. Група свира музику познату као бачата, уз хип-хоп и ритам и блуз. Њихове песме су углавном написане на шпанском језику. У Европи су највећу славу постигли албумом We Broke the Rules, посебно песмом Obsesión са њега.

## Чланови
- Ентони „Ромео“ Сантос — главни вокал, композитор
- Хенри Сантос — вокал, композитор, пратећи вокал
- Лени Сантос — гитара, продуцент
- Макс Сантос — Бас-гитара

## Дискографија

### Студијски албуми
Као Los Tinellers
- Trampa de Amor (1996)

Као Aventura
- Generation Next (1999)
- We Broke the Rules (2002)
- Love & Hate (2003)
- God's Project (2005)
- The Last (2009)

### Албуми уживо
- Unplugged (2004)
- K.O.B. Live (2006)
- Kings of Bachata: Sold Out at Madison Square Garden (2007)